# Astragalus heptapotamicus
Astragalus heptapotamicus là một loài thực vật có hoa trong họ Đậu. Loài này được Sumnev. miêu tả khoa học đầu tiên.